# Gobio
Gobio é um género de peixe actinopterígeo e teleósteo da família Cyprinidae,  que se distribui pela Europa e Ásia setentrional, caracterizando-se pelo seu pequeno porte, feitio fusiforme e por serem dotados de barbilhões e barbatanas curtas.

## Nomes comuns
Dão pelos seguintes nomes comuns: gobião, góbio, cadoz e caboz.

## Taxonomia
Este género contém as seguintes espécies:
- Gobio acutipinnatus Men'shikov, 1939
- Gobio alverniae Kottelat & Persat, 2005
- Gobio artvinicus Turan, Japoshvili, Aksu & Bektaş, 2016 [5]
- Gobio battalgilae Naseka, Erk'akan & Küçük, 2006
- Gobio brevicirris Fowler, 1976
- Gobio bulgaricus Drensky, 1926
- Gobio carpathicus Vladykov, 1925
- Gobio caucasicus Kamensky, 1901
- Gobio coriparoides Nichols, 1925
- Gobio cynocephalus Dybowski, 1869
- Gobio delyamurei Freyhof & Naseka, 2005
- Gobio feraeensis Stephanidis, 1973
- Gobio fushunensis Y. H. Xie, Li & Xie, 2007
- Gobio gobio (Linnaeus, 1758)
- Gobio gymnostethus Ladiges, 1960
- Gobio hettitorum Ladiges, 1960
- Gobio holurus Fowler, 1976
- Gobio huanghensis P. Q. Luo, Le & Y. Y. Chen, 1977
- Gobio insuyanus Ladiges, 1960
- Gobio intermedius Battalgil, 1944
- Gobio kizilirmakensis Turan, Japoshvili, Aksu & Bektaş, 2016 [5]
- Gobio kovatschevi Chichkoff, 1937
- Gobio krymensis Bănărescu & Nalbant, 1973
- Gobio kubanicus Vasil'eva, 2004
- Gobio lingyuanensis T. Mori, 1934
- Gobio lozanoi Doadrio & Madeira, 2004
- Gobio macrocephalus T. Mori, 1930
- Gobio maeandricus Naseka, Erk'akan & Küçük, 2006
- Gobio meridionalis T. Q. Xu, 1987
- Gobio microlepidotus Battalgil, 1942
- Gobio obtusirostris Valenciennes, 1842
- Gobio occitaniae Kottelat & Persat, 2005
- Gobio ohridanus S. L. Karaman, 1924
- Gobio rivuloides Nichols, 1925
- Gobio sakaryaensis Turan, Ekmekçi, Lusková & Mendel, 2012[6]
- Gobio sarmaticus L. S. Berg, 1949
- Gobio sibiricus A. M. Nikolskii, 1936
- Gobio skadarensis S. L. Karaman, 1937
- Gobio soldatovi L. S. Berg, 1914
- Gobio tchangi S. C. Li, 2015 [7]
- Gobio volgensis Vasil'eva, Mendel, Vasil'ev, Lusk & Lusková, 2008